# Małgorzata Goździewicz
Małgorzata Goździewicz (ur. 2 marca 1958 r. we Wrocławiu) – polska malarka, graficzka, głównie znana, jako ilustratorka książek dla dzieci.

## Życiorys
W jej dorobku twórczym znajdują się między innymi ilustracje do książek dla wydawnictw takich jak: Wilga, Publicat, PWN, Bea, AWM, Liwona, Impuls. Małgorzata Goździewicz projektowała także pocztówki, gry edukacyjne i puzzle między innymi dla firmy Trefl.
Współpracuje z portalem internetowym ksiazkiedukacyjne.pl. Jest ekspertem w dziale: "Bajki na dobranoc".